# New Bussa
New Bussa to miasto w zachodniej części środkowej Nigerii, w stanie Niger. Jest stolicą lokalnego obszaru administracyjnego Borgu.
Miasto powstało
Miasto powstało poprzez przeniesienie mieszkańców i części budowli miasta Bussa zalanego wodami jeziora Kainji podczas budowy zapory Kainji Dam w 1968 roku.